# ذمار علي بين الثاني
ذمار علي بين الثاني بن يدع إيل وتر (نحو 30 ق م - 40م): ملك سبأ وذي ريدان. تولى عرش سبأ بعد والده يدع إيل وتر الثاني نحو سنة 30م، وحكم ذمار علي بين في الفترة مابين (30م - 40م) تقريباً.وقد لقبه المختصين ذمار علي بين الثاني ليميز عن ملك آخر حكم قبله في القرن الأول قبل الميلاد يسمى (ذمار علي بين الأول بن سمه علي ينوف).
ذمار علي بين هو والد الملك كرب إيل وتر يهنعم (RES 4198)،وهو الجد الثاني للملك (يهاقم يرزح) الذي عثر على نقشان من عهده مؤرخة في شهر ذو مذراء سنة 200 حـ في التقويم الحميري الموافق يوليو 90 بعد الميلاد النقشان المؤرخة: خلدون - جرف النعيمية 4،5).